# Emmen, Drenthe
Emmen (phát âmⓘ) là một đô thị ở đông bắc Hà Lan, ở tỉnh Drenthe. Đô thị này có diện tích đất 336.40 km², dân số đầu năm 2018 là 107,167 người.

## Các trung tâm dân cư
Barger-Compascuum, Emmen, Emmer-Compascuum, Erica, Klazienaveen, Nieuw-Amsterdam, Nieuw-Dordrecht, Nieuw-Schoonebeek, Nieuw-Weerdinge, Roswinkel, Schoonebeek, Veenoord, Weiteveen và Zwartemeer.